# Cerro Oncol
Cerro Oncol är ett berg i Chile.   Det ligger i regionen Región de Los Lagos, i den södra delen av landet, 700 km söder om huvudstaden Santiago de Chile. Toppen på Cerro Oncol är 715 meter över havet, eller 117 meter över den omgivande terrängen. Bredden vid basen är 2,6 km.
Terrängen runt Cerro Oncol är kuperad. Havet är nära Cerro Oncol åt nordväst. Runt Cerro Oncol är det glesbefolkat, med 10 invånare per kvadratkilometer.. Närmaste större samhälle är Valdivia, 17,8 km söder om Cerro Oncol.
I omgivningarna runt Cerro Oncol växer i huvudsak blandskog.